# Policleto il Giovane
Policleto il Giovane, oppure Policlèto il Gióvane (in greco antico: Polýkleitos?, Polyclētus; Argo, IV secolo a.C. – Argo, IV secolo a.C.), è stato uno scultore greco antico.

## Biografia
Policleto il Giovane, che secondo le fonti storiche-artistiche dovrebbe essere nipote di Policleto il Vecchio, fu attivo nella seconda metà del IV secolo a.C.
Pausania nei suoi scritti propose l'esistenza di due scultori di nome Policleto, ma la critica ha continuamente alternato posizioni differenti, da un lato negando l'esistenza di quello più giovane, oppure elencando una lunga serie di opere attribuite al Giovane.
Quindi anche il catalogo dei suoi lavori suscita ancora discussione, proprio perché non sono note le caratteristiche della sua arte.
Gli autori antichi gli attribuiscono le statue dedicate ad atleti, come Agenore di Tebe, e tra quelle rappresentanti le divinità, si può menzionare quella di Zeus Phìlios a Megalopoli.
Inoltre per motivi temporali, i critici gli hanno attribuito alcuni lavori che inizialmente sembravano essere stati realizzati dal Vecchio Policleto, come ad esempio la statua di Aristione di Epidauro, ad Olimpia, e la Afrodite di Amicle, portata a termine dopo il 405 a.C.
Si attribuiscono al Giovane anche un paio di lavori in marmo, che non corrispondono alle attività di bronzista di Policleto il Vecchio: lo Zeus Meìlichios di Argo e il gruppo di Latona, Apollo e Artemide presso Tegea.
Molti critici e storici dell'arte identificano Policleto il Giovane con il costruttore della tholos e del Teatro antico di Epidauro, caratterizzate da una certa eleganza decorativa.

## Opere
- Statua Agenore di Tebe;
- Statua Zeus Phìlios a Megalopoli;
- Statua Aristione di Epidauro ad Olimpia;
- Statua Afrodite di Amicle;
- Marmo Zeus Meìlichios di Argo;
- Gruppo in marmo di Latona, Apollo e Artemide presso Tegea.